# 장옥 (옥)
장옥(葬玉)은 시체에 달아 무덤에 묻은 옥이다.
중국의 문헌에는 죽은 자의 신체의 구규(九竅)를 구슬로 막는다는 것이 전해져 내려왔고, 또 그에 해당하는 유물이 전해내려 왔는데 낙랑의 제9호분에서도 그 실례가 보인다. 옥의 용도에 따라 종류를 나누면 죽은 자의 입에 넣는 옥으로서 매미 모양을 가진 함, 눈을 막는 안옥(眼玉), 코를 막는 비색저(鼻塞杵), 귀를 막는 충이(充耳), 항문을 막는 데 사용하는 색옥(塞玉), 저(杵) 등이다.